# Бариш Олег Миколайович
Бариш Олег Миколайович (нар. 03.01.1976) — майстер спорту, заслужений тренер України, володар чорного поясу з військово-спортивних багатоборств, кандидат у Майстри спорту з рукопашного бою, керівник Полтавської обласної дитячої громадської організації «Військово-спортивний центр «Воїн» (ПОДГО "ВСЦ "Воїн"). 

## Освіта
Полтавський державний технічний університет імені Ю. Кондратюка, 1998 р., Факультет промислового та цивільного будівництва, інженер-будівельник. Полтавський національний педагогічний університет імені В. Г. Короленка, 2003 р., Факультет фізичного виховання, вчитель фізичної культури.

## Професійна діяльність
Викладач фізичної підготовки та тренер збірної команди з рукопашного бою Полтавського військового інституту зв'язку (2005—2008 рр.), викладач спеціальної психофізичної підготовки Полтавського інституту бізнесу(2007—2010 рр.), викладач фізичної культури та предмета «Захист Вітчизни» Полтавського багатопрофільного ліцею № 1.  Переможець обласного конкурсу «Учитель року — 2016» у номінації «Захист Вітчизни».
Бариш О. М. займається вихованням дітей та молоді з 1995 року. Основна мета діяльності — військово-патріотичне виховання дітей та молоді, пропаганда здорового способу життя, підвищення громадянської активності дітей та молоді, забезпечення їх доступу до участі у державотворчих процесах, залучення дітей та молоді до культурного життя України, сприяння розвитку лідерських якостей у дітей та молоді, сприяння підготовці молоді до служби у лавах Збройних сил України.
Автор робочої програми з рукопашного бою за системою «Воїн» та військово-прикладної підготовки, за якою тренуються спортсмени центру.
Заняття ПОДГО "ВСЦ "Воїн" проводяться у напрямку військово-патріотичного виховання дітей та молоді, відтворення історичних військових традицій українського козацтва. Вихованці центру займаються рукопашним боєм, військово-спортивними багатоборствами, військово-прикладною підготовкою, володіння історичною холодною зброєю. Вихованці центру проходять службу у лавах Збройних сил України, навчаються у військових, педагогічних навчальних закладах, вузах Міністерства внутрішніх справ, Служби безпеки України. Випускники центру досягли значних результатів у спорті (підготовлено 9 чемпіонів Світу, 5 чемпіонів Європи з військово-спортивних багатоборств).
ПОДГО «ВСЦ «Воїн» тісно співпрацює з  Управлінням у справах сім'ї, молоді та спорту Полтавської обласної державної адміністрації,  Департаментом освіти і науки Полтавської обласної державної адміністрації, військовими частинами, структурами Міністерства внутрішніх справ України, козацькими організаціями, спілками ветеранів Афганістану, ветеранів Збройних сил України, ветеранів спецпідрозділів, військовими комісаріатами, фізкультурно-спортивними товариствами та іншими громадськими організаціями.
Вихованці центру постійно беруть участь у спортивних, культурно-мистецьких заходах області та міста, представляють Полтавщину під час загальнодержавних та міжнародних заходів.
ПОДГО «ВСЦ «Воїн» об’єднує близько 250 дітей та молоді різних вікових груп.

## Відзнаки та нагороди
Медаль «15 років Збройним Силам України» (2007), медаль «За сприяння Збройним Силам України» (2010 р.), грамота Департаменту гуманітарної політики Міністерства оборони України (2007 р.), почесні грамоти та відзнаки Міністерства оборони України,  Управління у справах сім'ї, молоді та спорту Полтавської обласної державної адміністрації,  Департаменту освіти і науки Полтавської обласної державної адміністрації, Полтавського обласного військового комісаріату, Полтавського обласного інституту післядипломної педагогічної освіти ім. М.В. Остроградського та ін.